# Jules Baillarger
Jules Baillarger (1809-1890) foi um neurologista e psiquiatra francês.

## Obras
- - Recherches sur la structure de la couche corticale des circonvolutions du cerveau, (1840)
  - Des hallucinations, des causes qui les produisent et des maladies caractérisent, Mémoires de l’Académie de médecine (1842)
  - Hallucinations, Annales médico-psychologiques du système nerveux, (1844)
  - Folie à double forme, Annales médico-psychologiques du système nerveux, (1854)
  - Recherches sur les maladies mentales, 2 volumes; (1890) (rééd.:  vol I: Editeur : Kessinger Publishing, 2010, ISBN 1162415150
  - Enquête sur le Goître et le Crétinisme : Rapport, (1873) rééd.: Ed.: Nabu Press, 2010, ISBN 114491244X
  - Des Symptomes de La Paralysie Générale Et Des Rapports de Cette Maladie Avec La Folie,  (1869) rééd: Editeur : Nabu Press, 2010, ISBN 114516496X
  - Recherches sur l'Anatomie, la physiologie et la pathologie du système nerveux, (1872), rééd.: Editeur : Nabu Press, 2010, ISBN 1146663919